# Sandanski
Sandanski (en búlgar, Санда̀нски, fins a 1949 s'anomenava Свети Врач, Sveti Vrach) és una ciutat i un centre recreatiu en el sud-oest de Bulgària. És la capital del municipi homònim a la província de Blagóevgrad.

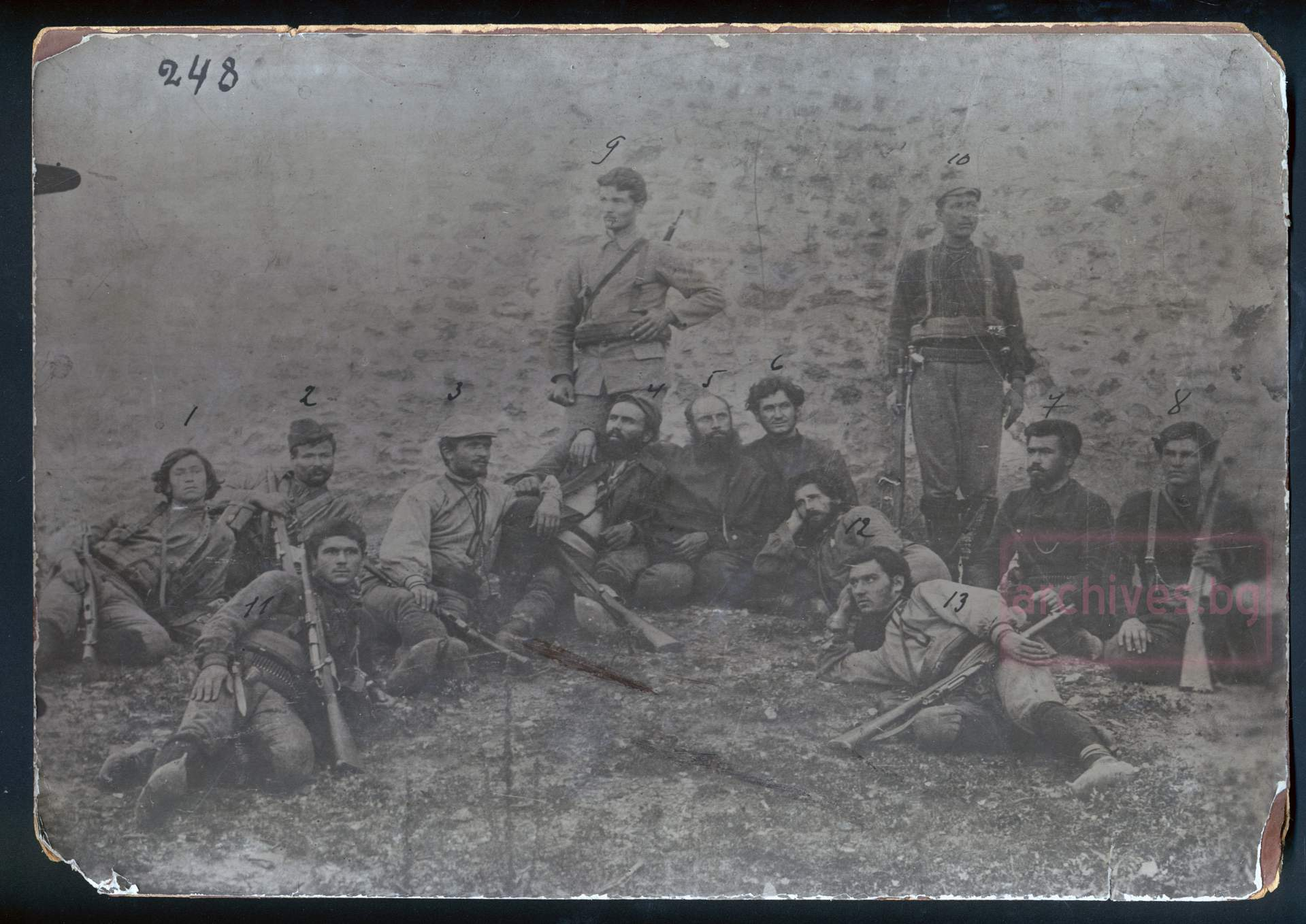
Iane Sandanski i altres revolucionaris búlgars

La ciutat va rebre el seu nom pel revolucionari Iane Sandanski, el qual va alliberar aquestes terres del domini otomà. Es troba en una vall als peus de la muntanya Pirin, a les dues ribes del riu Sandanska Bistritsa. A causa de la proximitat amb Grècia i a les seves reconegudes aigües medicinals rep un important nombre de visitants d'aquest país, sent habitual l'ús de l'idioma grec al costat del natiu idioma búlgar.
La favorable posició de Sandanski, el seu clima apropiat (amb una temperatura mitjana anual de 15.1 °C) i la concentració de manantials d'aigua mineral a la regió, són les raons per la qual la ciutat és coneguda com a centre per a la relaxació i recreació.
Actualment, Sandanski és un rellevant centre turístic, orientat a les aigües termals, la rehabilitació terapèutica i el turisme de salut. Encara que una àmplia oferta en turisme vitivinícola, activitats de muntanya i destacats festivals musicals complementen la identitat de la ciutat.
Gràcies a la seva proximitat amb altres punts turístics com Rupite, Melnik, Petrich o el parc natural Pirin, la ciutat s'ha convertit en un punt de sortida per als turistes que desitgen descobrir el sud-oest búlgar.
Sandanski posseeix una arquitectura única on es barregen l'estil comunista i grec. Destaca la seva densitat poblacional, atès que els gairebé 30 mil habitants resideixen en una àrea reduïda, situada entre dos pujols a tots dos marges del riu Sandanska Bistritsa. La major part dels habitatges consisteixen en edificis de 3 o 4 plantes o blocs d'apartaments, sobre carrers amb suaus pendents.
Aquesta ciutat va ser bressol del llegendari esclau traci Espàrtac, raó per la qual el seu nom es repeteix en molts llocs i establiments de la ciutat.
El punt Sandanski, a l'illa Livingston, de les Illes Shetland del Sud, a l'Antàrtida, rep el seu nom per aquesta ciutat.

## Geografia

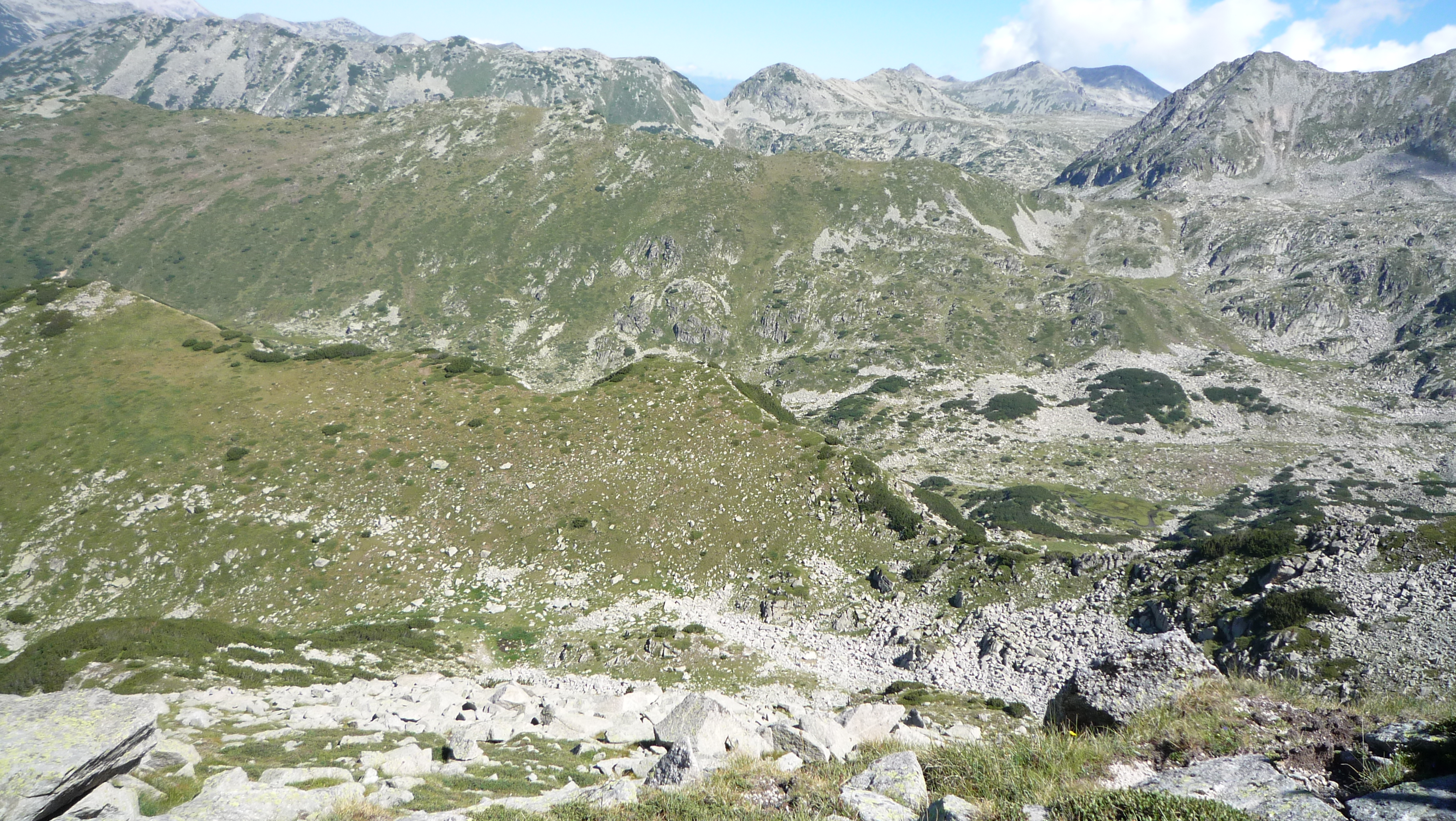

Sandanski es troba en la vall de Sandanski–Petrich, rodejat per les cadenes muntanyoses de Pirin, Belasitsa i Ograzhden.
La ciutat es troba a 160 km al sud de la capital, Sofia.
La superfície total d'àrees naturals protegides en el municipi és d'uns 140 km, el qual representa gairebé el 14% del territori, un percentatge molt per sobre de la mitjana del país, la qual es troba en un 4,9%.

## Història
La combinació de les condicions naturals favorables juntament amb la riquesa de manantials minerals amb diferents temperatures tèrmiques (en l'àrea del municipi existeixen més de 80 manantials amb temperatures d'entre 42 °C i 81 °C), baixa mineralització de l'aigua i l'oportunitat de poder-se banyar a l'aire lliure tot l'any, fan que l'àrea sigui convenient per l'assentament humà des de l'antiguitat, sent aquest un dels més antics dels Balcans.
L'assentament al voltant dels manantials d'aigua mineral va sorgir en el segon mil·lenni abans de Crist. Fins al segle vi, la ciutat va ser un dels primers centres episcopals cristians de Bulgària. A finals del segle VI va ser destruïda per tribus bàrbares. Des de llavors, la ciutat porta el nom de Saint Vrach en memòria als germans Cosme i Damian, dos curanderos populars a la zona.
El 1913, durant la Segona Guerra dels Balcans, St. Vrach va ser capturada per l'exèrcit grec i es van cremar unes 200 cases.

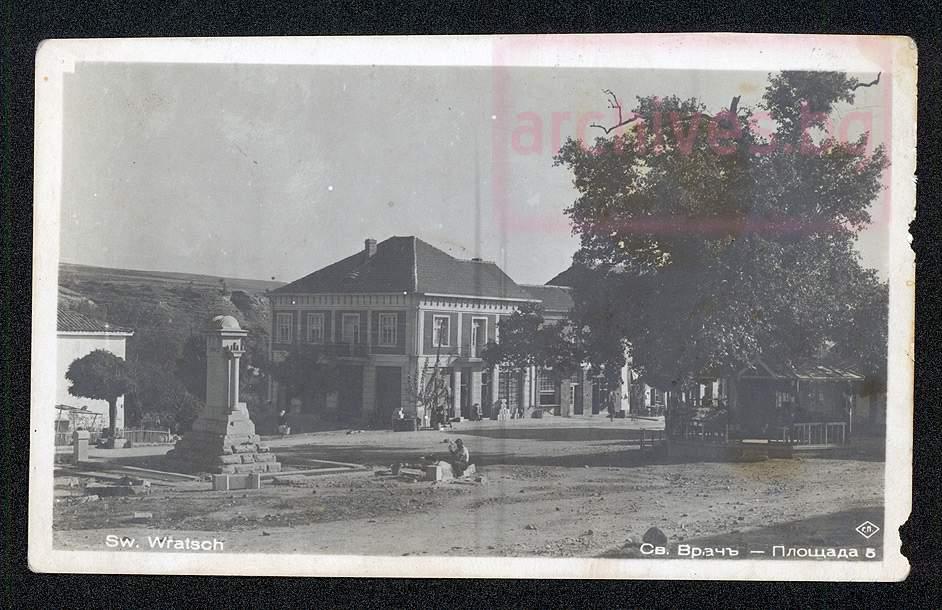
Sandanski el 1920

Després de 1919, St. Vrach va ser un centre administratiu i polític de la regió. El 1929, la 22ª assemblea nacional ordinària va proclamar a la vil·la de St. Vrach com a ciutat.
El 9 de setembre de 1944, almenys 61 persones de la ciutat van ser assassinades pel nou govern, el "Frontom Vitchyzny". Entre les víctimes hi havia l'alcalde de la ciutat, Atanas Lazarov, el diputat Atanas Khadzhipopov i molts altres. El gener de 1945, es va establir el primer camp de concentració comunista del país a prop de l'estació de St. Vrach, la qual va tancar dos mesos més tard.
El 1947, la ciutat va passar a anomenar-se Sandanski.

## Atractius turístics
- Museu arqueologic: Inaugurat el 1970 el museu compta amb una àmplia gamma d'objectes com monedes, llapis i eines, trobades en les excavacions arqueològiques realitzades a la ciutat. Al seu costat hi ha una font decorativa sota l'arbre més antic de la ciutat.[4]
- Basílica Episcopal: Estil clàssic hel·lenista. Té tres naus més un pati intern obert al públic.
- Parc Sveti Vrach: Es troba al límit del poble, als peus de les muntanyes Pirin. En les seves 140 hectàrees podem trobar petits boscos d'arcs, freixes, sureres, magnòlies, pins i altres, algunes d'elles importades des d'Itàlia pel seu creador, el general Georgi Todorov. Aquest parc junt amb el parc jardí del mar, encapçalen el rànquing d'espais verds urbans més grans de Bulgària. El riu Sandanska Bistritsa travessa el parc, en el qual hi ha un petit llac artificial amb diversos cignes i ànecs, el qual s'ha convertit en la postal de la ciutat. En aquest parc també hi ha l'estadi Spartak i és on realitza el festival pirin folk i el festival de la joventut dels Balcans.
- Carrer Makedoniya: Principal via comercial de la ciutat on hi ha botigues de roba, bars, restaurants i altres comerços.
- Turisme termal: Sandanski és coneguda a tot Europa per les seves beneficioses aigües termals naturals.
- Gastronomia i vi: Deguda a la seva proximitat amb Grècia, la gastronomia de la zona posseeix influencies mediterrànies. Gràcies al seu clima mediterrani la zona permet el creixement de nombroses espècies de raïm. Pels turistes aficionats existeixen alguns tours per poder visitar i degustar el vi de bodegues de la zona.

## Clima
Sandanski té un clima mediterrani continental. Els estius són molt calorosos i secs amb tempestes elèctriques ocasionals. Durant les onades de calor la temperatura pot arribar a superar els 40 °C, arribant els 45 °C, la temperatura més alta enregistrada a la ciutat.
Les pluges es distribueixen uniformement durant tot l'any, excepte al juliol i agost, quan sovint hi ha sequera.

## Transport
Sandanski està ubicada sobre la Ruta 1 (E79, en el sistema de carreteres Europees) i és una via de pas obligat per qui la transita entre l'oest de Bulgària i Grècia. A causa de la gran quantitat de tràfic s'està construint l'autopista Struma.
A Sandanski hi ha una estació d'autobusos ubicada en el centre de la ciutat, al costat del riu Sandanska Bistritsa. Aquests autobusos, de diferents empreses de transport, comuniquen Sandanski amb les següents ciutats: Petrich, Kulata, Strumiani, Kresna, Blagoevrad, Sofia i Tessalònica.
L'estació de ferrocarril de Sandanski està ubicada a uns 3 km al sud-est del centre i té com a destins les següents ciutats: Kulata, Strumyani, Kresna, Blagoevgrad i Sofia.

## Galeria

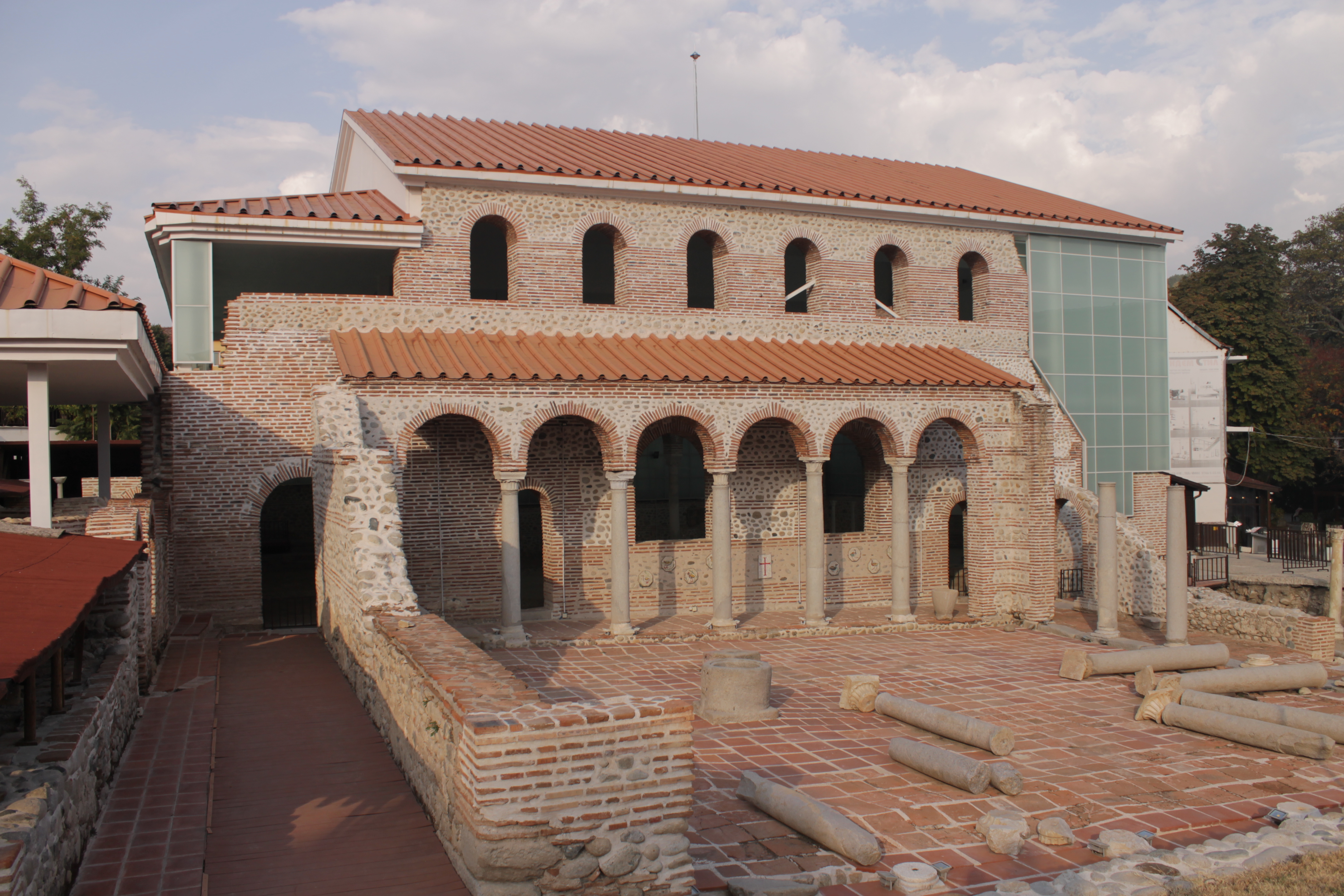
Museu Arqueològic de Sandanski
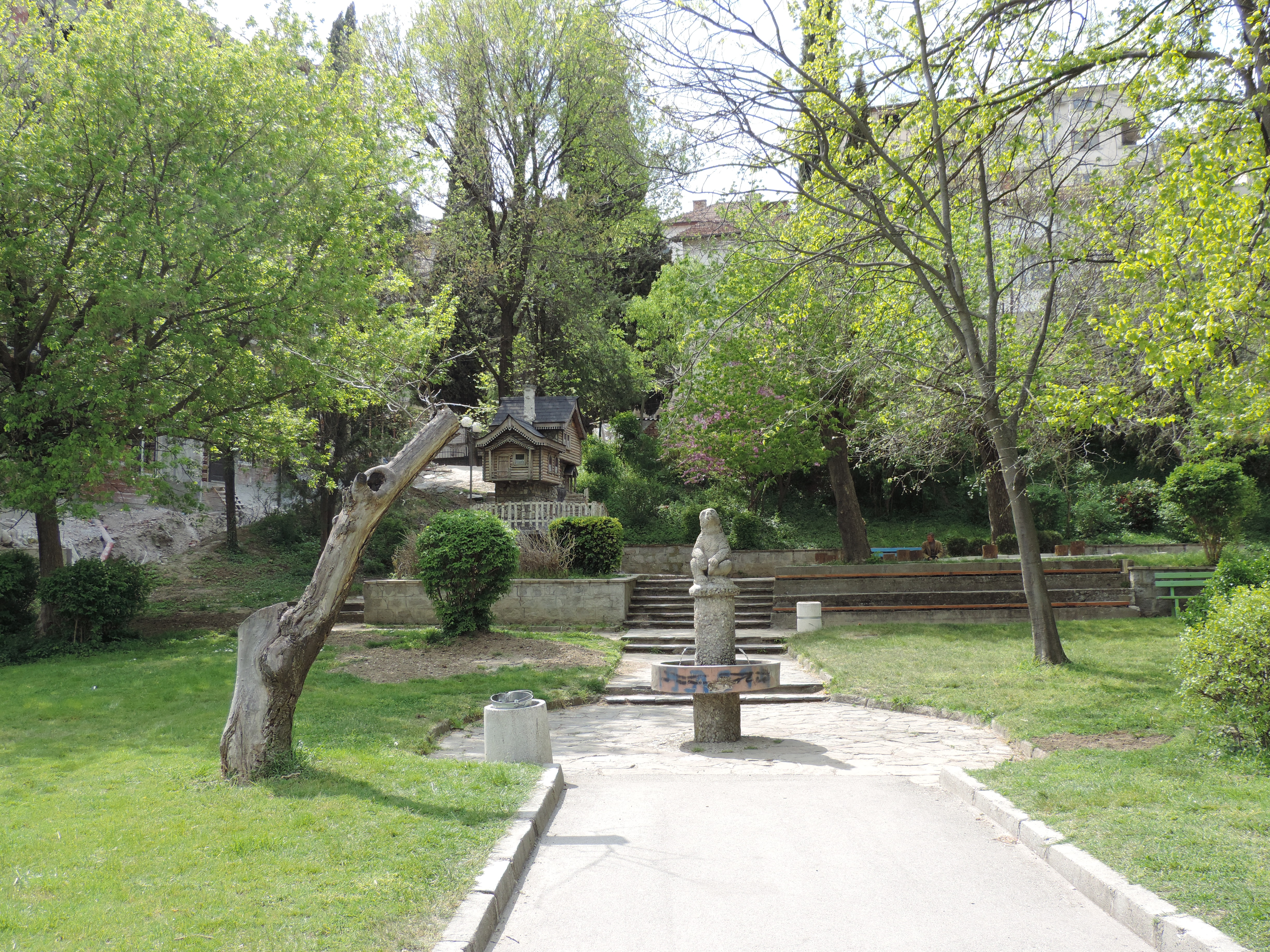
Parc Sveti Vrach
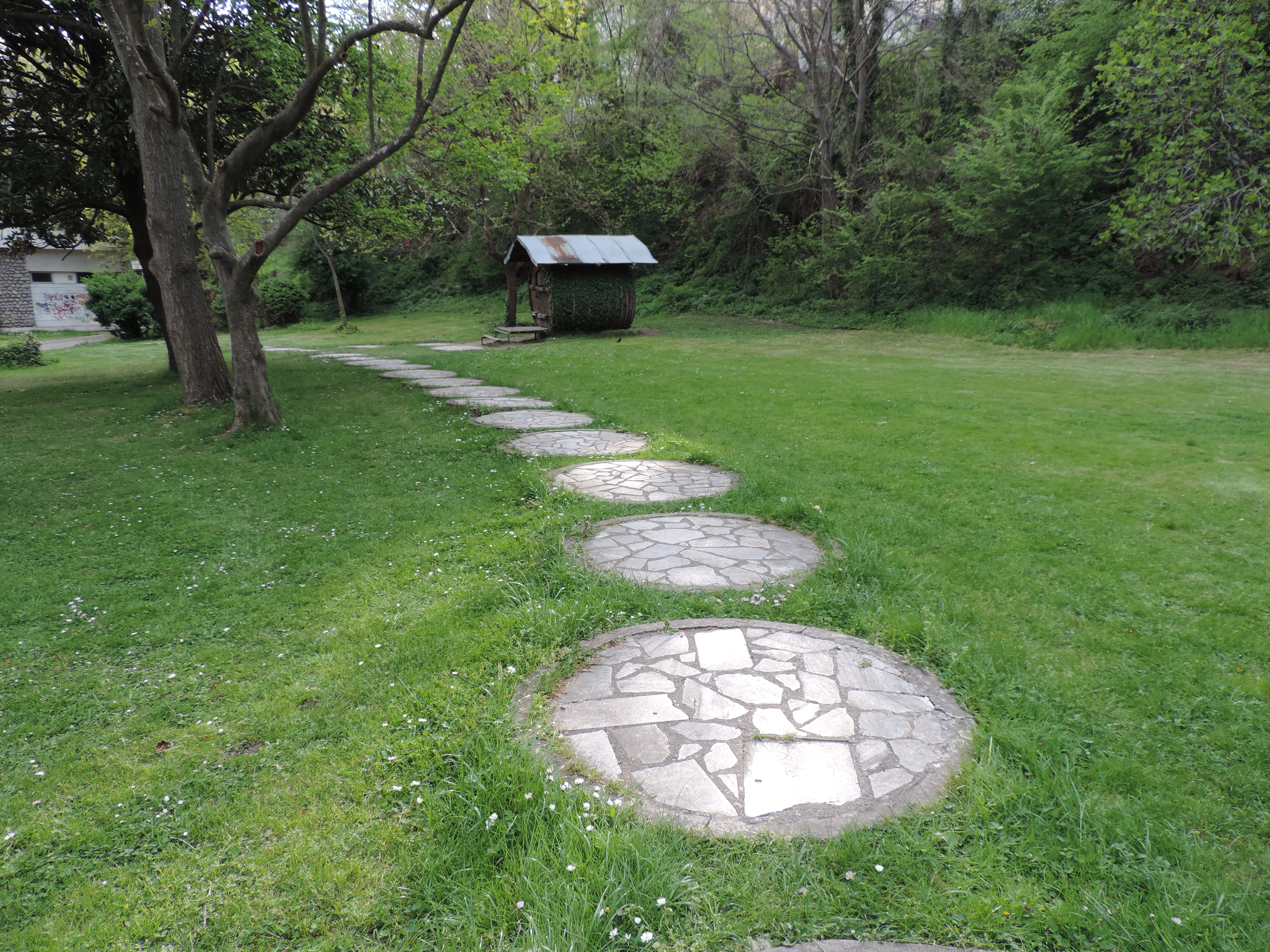
Parc Sveti Vrach
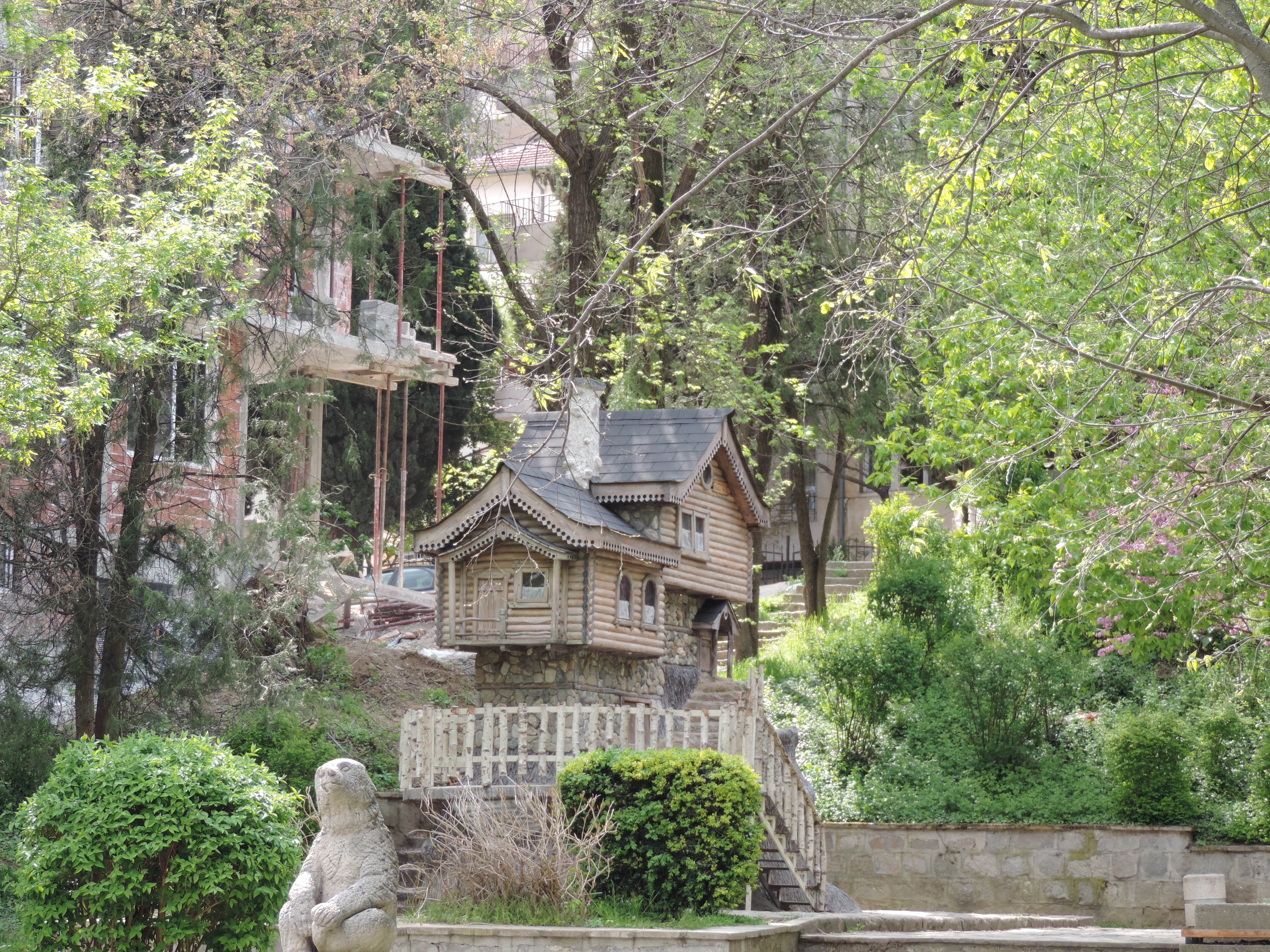
Parc Sveti Vrach
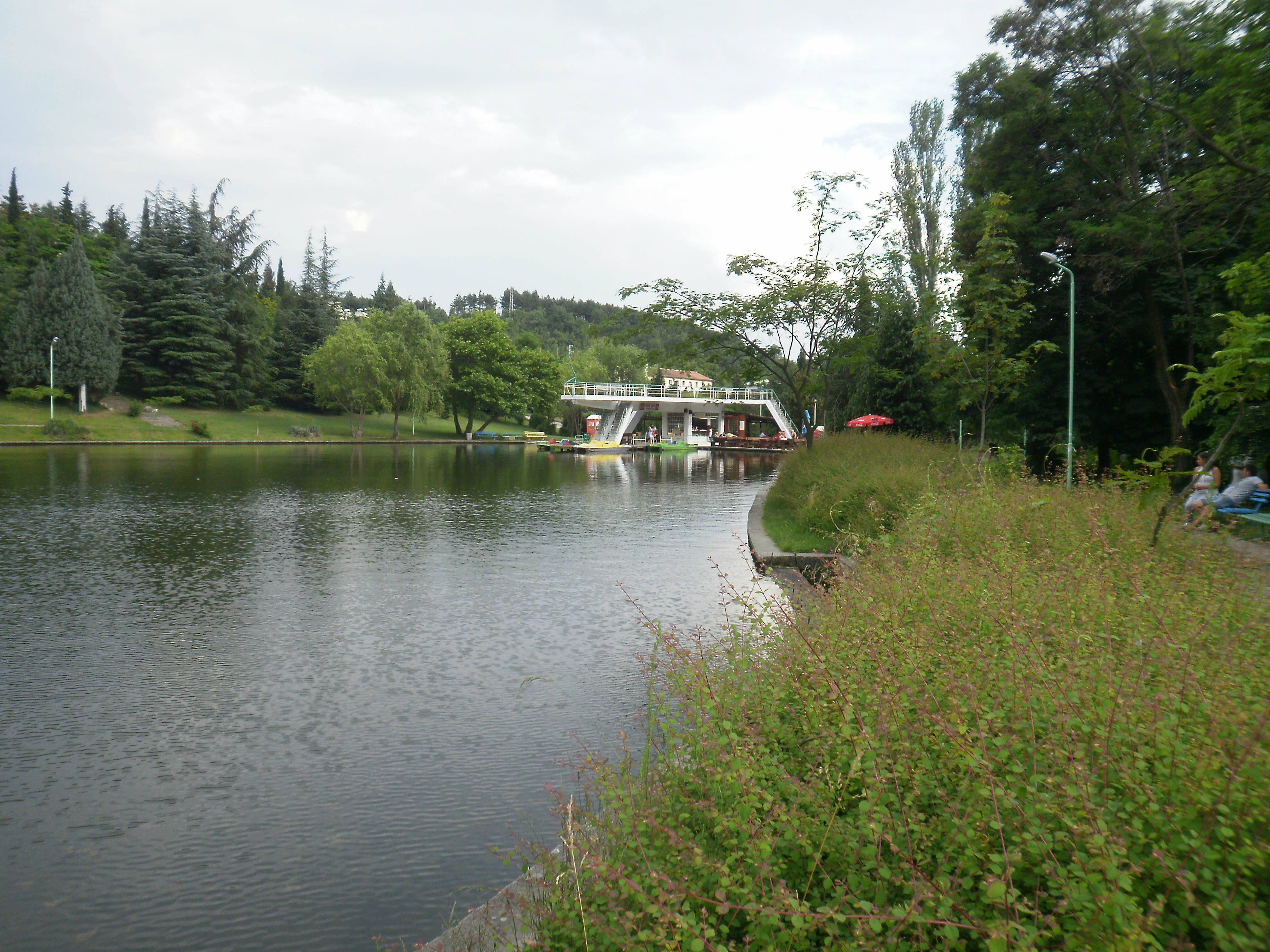
Llac de Sandanski